# Урочище «Біля вапняків»
Уро́чище «Бі́ля вапнякі́в»  — ландшафтний заказник місцевого значення. Розташований у східній частині села Болган Тульчинського району Вінницької області.
Площа  — 34,7 га. Оголошений відповідно до Розпорядження Вінницької облдержадміністрації № 200 від 22.12.1995 р. Перебуває у віданні Студенянської сільської громади.
Розташований на відстані 1,5  км від центру села Болган у долині річки Кам'янка на схилі західної експозиції крутизною понад 15 градусів. Охороняється ділянка унікального ландшафту на схилах р. Кам'янка з розсипами вапнякового каменю та рідкісними рослинними угрупованнями ковили волосистої, осоки низької та інших видів різнотравно-лучних степів. В трав'яному покриві зустрічаються деревій звичайний, чебрець повзучий, звіробій звичайний, цикорій, полин гіркий, полуниця, коров'як, парило, фіалка запашна.
Із дерев трапляються акація, кизил, шипшина, глід. На території заказника дозволяється обмежений випас худоби та сінокосіння.